# 디플로도쿠스
디플로도쿠스(라틴어: Diplodocus)는 중생대 쥐라기 후기에 살았던 디플로도쿠스과에 속하는 용각류이다. 속명의 뜻은 그리스어로 '두 개의 대들보(διπλόοςδοκός)'를 의미한다.
디플로도쿠스의 화석은 1877년 사무엘 웬델 윌리슨(Samuel Wendell Willison)에 의해 발견되었고, 이후 1878년 오스니얼 찰스 마시(Osniel Charles Marsh)에 의해 명명되었다. 디플로도쿠스의 '셰브론 뼈'는 꼬리 아래에 위치해 있는데, 이 뼈들은 처음에는 디플로도쿠스의 주요 특징 중 하나로 믿어져 왔으나, 그러나, 이런 뼈는 다른 디플로도쿠스과의 공룡들과 마멘키사우루스 등에게서 발견되기도 해서 디플로도쿠스만의 특징은 아닌 것으로 결론지어졌다. 몸집은 아프리카 코끼리 4마리를 합쳐 놓은 것과 유사했으며 총 길이는 27 미터 (89 ft)에 몸무게는 12t에 달했을 것으로 추정된다.

## 같이 보기
- 아파토사우루스
- 암피코엘리아스
- 카마라사우루스
- 브라키오사우루스
- 브론토사우루스
- 수페르사우루스